# Licht und Schatten (Zeitschrift)

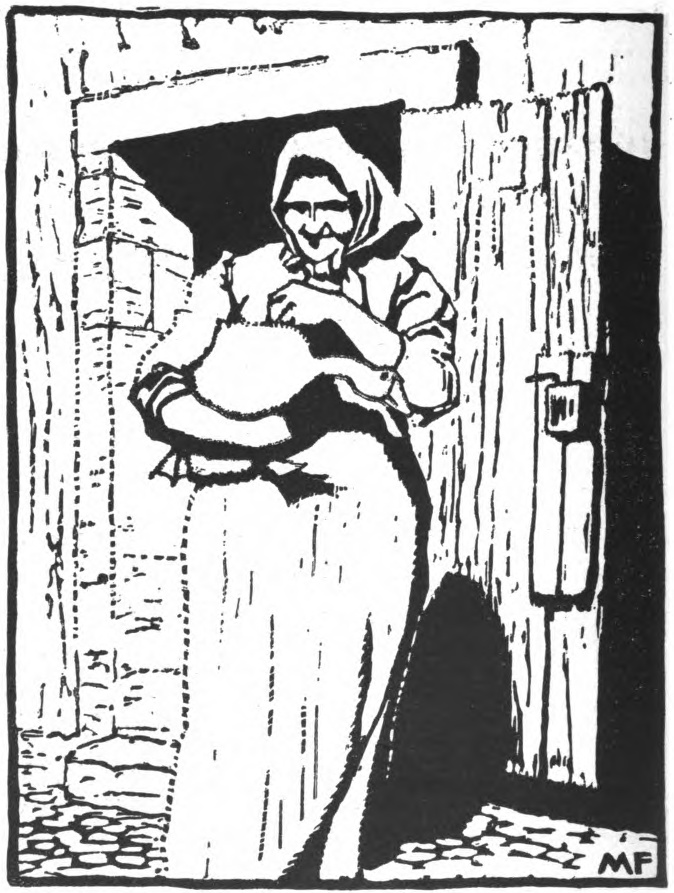
„Gänsefrau“; Illustration von Max Frey im Jahrgang 1911

Licht und Schatten titelte eine illustrierte literarisch-künstlerische Zeitschrift mit teils expressionistischen Zügen, die von 1910 bis 1916 in München und Berlin zunächst wöchentlich, dann monatlich erschien. Das Blatt mit dem Untertitel „Wochenschrift ...“, später „Monatsschrift für Schwarz-Weiß-Kunst und Dichtung“, entstand auf Initiative des aus Hannover stammenden Druckereibesitzers Josef Molling, der das schwarz-weiß gedruckte Blatt zum Zwecke der Gewinnerzielung in Konkurrenz zum Simplicissimus produzieren wollte.
Herausgeber und Chefredakteur der überregional erschienenen Zeitschrift war der Schriftsteller, Theaterkritiker und Satiriker Hanns von Gumppenberg, der als notorischer Unruhestifter auch unter dem Pseudonym Jodok oder Immanuel Tiefbohrer aufgefallen war. Noch vor der Erstausgabe ließ Molling seinen Chefredakteur im Jahr 1909 zwecks Findung „junger Talente“ ein Preisausschreiben mit verschiedenen Hauptpreisen zwischen 1000 und 1500 Mark veranstalten. Bei der Jury, der unter anderem Thomas Mann angehörte, gingen bald darauf mehr als 1000 Zuschriften ein. So konnte Licht und Schatten von Anfang an auf eine Reihe der größten Namen zurückgreifen, die der Literaturbetrieb des Deutschen Kaiserreichs seinerzeit zu bieten hatte, neben Thomas Mann auch dessen Bruder Heinrich Mann, Hermann Hesse und Christian Morgenstern, Stefan Zweig und Vicky Baum oder der von Anfang an zur Stammbesatzung zählende Alexander Moritz Frey. Anzeigenleiter war Emil Preetorius, der auch Werbeplakate für die Zeitschrift erstellte.
Der hervorragende Ruf der Zeitschrift Licht und Schatten, die der Kunst und der Literatur den gleichen Stellenwert einräumte, speiste sich auch durch Illustrationen von Künstlern wie etwa Alfred Kubin, Käthe Kollwitz, Carl Spitzweg, Max Liebermann, Richard Winckel oder Lyonel Feininger.
Zur Zeit des Ersten Weltkrieges erschien das Blatt in der Ausgabe 5 1914/1915 mit dem Hauptsachtitel Die Front; bevor es 1916 eingestellt wurde.